# Стейсі Портер
Стейсі Портер  (англ. Stacey Porter; нар. 29 березня 1982) — австралійська софтболістка, олімпійська медалістка.

## Виступи на Олімпіадах
| Олімпіада  | Дисципліна | Місце |
| ---------- | ---------- | ----- |
| Афіни 2004 | софтбол    | 2     |
| Пекін 2008 | софтбол    | 3     |